# Bellydance Superstars

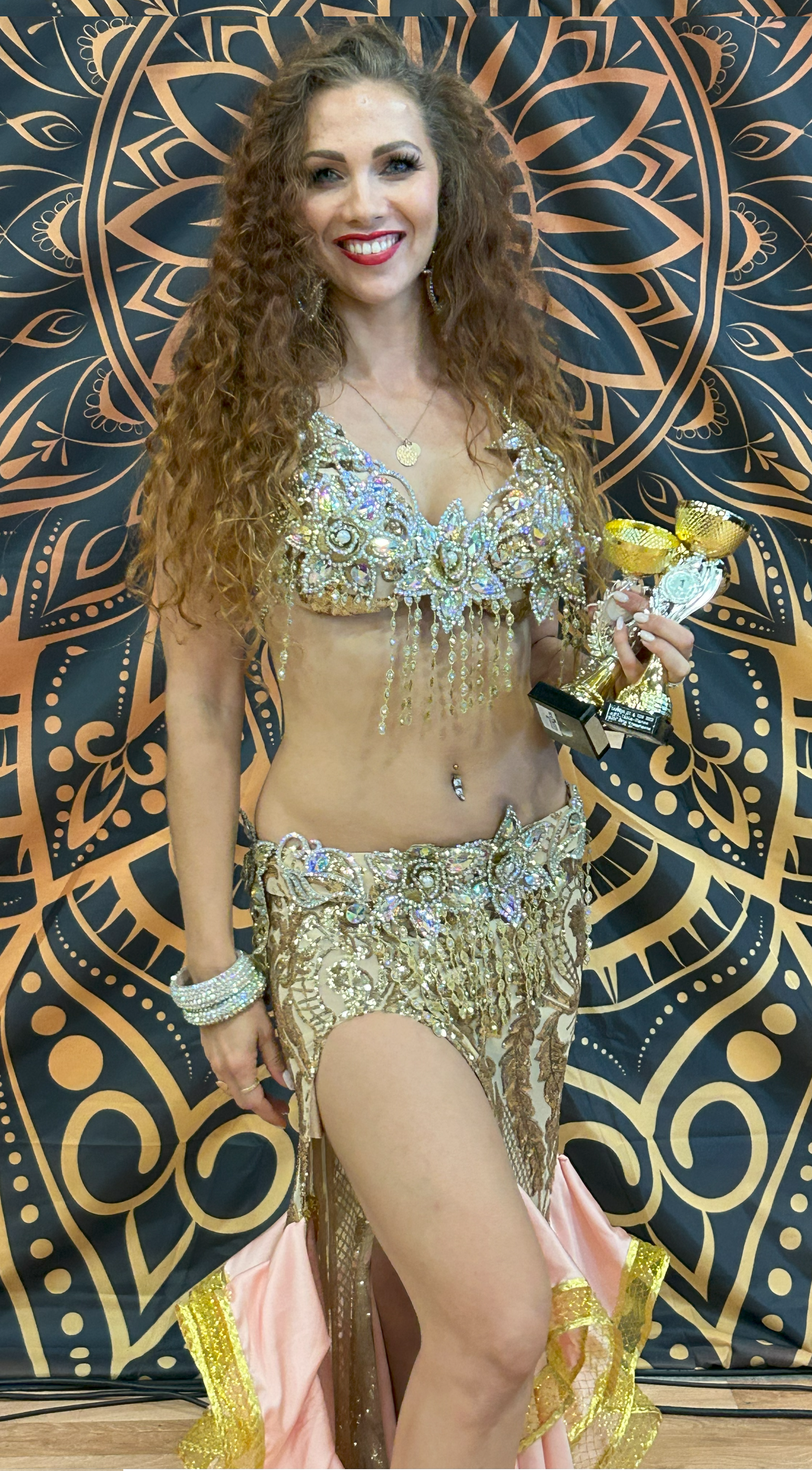
Ehemaliges Bellydance Superstars-Mitglied Romy Mimus, 2023

Bellydance Superstars ist eine im Jahr 2002 gegründete US-amerikanische professionelle Tanzgruppe für Orientalischen Tanz  („Bauchtanz“), die von dem Produzent und Manager Miles Copeland gegründet wurde.

## Geschichte
Bellydance Superstars wurde 2002 von dem Produzenten und Manager Miles Copeland gegründet. In den ersten sechs Jahren gab es 700 Auftritte in 22 Ländern. Die Besetzung der Gruppe wurde im Laufe der Jahre immer vielfältiger; das Repertoire umfasste Elemente aus vielen verschiedenen Tanzstilen, darunter traditioneller ägyptischer Bauchtanz, Tsifteli, American Tribal Style und Tribal Fusion. Die Gruppe tourte ausgiebig in Nordamerika, Europa und Asien. 2010 begann die Gruppe mit der 75-Auftritte zählenden Tour „Bombay Bellywood“, wofür mehrere der Tänzerinnen Klassisch-indischen Tanz lernten.

## Mitglieder des Ensembles
Zum Ensemble zählten unter anderem die deutsche Tänzerin und mehrfache deutsche Meisterin Romy Mimus und Rachel Brice.

## Rezeption
Die Bellydance Superstars wurden als „das nächste Riverdance“ bezeichnet. Eine wissenschaftliche Arbeit verglich die beiden Ensembles und erörterte ihre Umwandlung von Tanztradition in Bühnenspektakel.

## Medien
Neben den Auftritten veröffentlichte die Bellydance Superstars Company Lehr- und Aufführungs-DVDs für alle Lernstufen sowie eine Reihe von CDs mit Liedern aus ihren Auftritten.